# کارل مارکس : زندگی و محیط
کارل مارکس؛ زندگی و محیط (به انگلیسیKarl Marx: His Life and Environment) یک تاریخچه روشنفکری از زندگی و زمانهٔ فیلسوف، جامعه‌شناس و اقتصاد دان و تئوریسینِ تاریخ شهیر آلمانی کارل مارکس است که در سال ۱۹۳۹ به قلم آیزایا برلین به نگارش درآمده است. این کتاب را برلین هنگامی که تنها ۳۰ سال بیشتر نداشت نگاشته بود.

## نگاهی اجمالی
ترجمهٔ فارسی این اثر در یازده بخش و با ترجمه رضا رضایی به چاپ رسیده است. 

- بخش‌های کتاب

1. مقدمه
2. کودکی و نوجوانی؛ داستان زندگی مارکس از پدر و تغییر دین وی و تولد کارل در یک خانواده فرهیخته تا تحصیل در دانشگاه برلین.
3. فلسفهٔ روح؛ تسلط فلسفه ایدئالیستی هگل بر روح قرن هجدهم در آلمان و پرورش مارکس در حال و هوای هگلی دانشگاه برلین.
4. هگلی‌های جوان؛ از تغییر رشته حقوق به فلسفه و تعمق در آثار هگل تا گرایش به فلسفه ماتریالیستی فوئرباخ و تزلزل در افکار ایدئالیستی هگلی.
5. پاریس؛ سفر به فرانسه، گرایش به جامعه‌شناسی و اقتصاد سیاسی و تنفس در هوای انقلابی پاریس.
6. ماتریالیسم تاریخی؛ انقلاب علیه هگل و تبیین سیستمی جامعه شناسانه و اقتصادی برای تاریخ کار و زندگی اجتماعی بشر و نجات انسان‌ها از سیستم سرمایه.
7. ۱۸۴۸؛ شبحی در اروپا پرسه می‌زد، شبح کمونیسم! تلاش‌هایی برای تشکیل یک حزب پرولتری برای آرمان انقلاب کمونیستی، کمون پاریس و شکست نخستین جنبش سوسیالیستی اروپا.
8. تبعید در لندن، مرحله اول؛ تلاش‌هایی مجدد برای آموزش انقلابی در انگلستان، مطالعه مرارت بار آثار اقتصادی در بریتیش می‌وزیم و نقد اقتصاد سیاسی.
9. انترناسیونال؛ تلاشی بین‌المللی برای رهایی کارگران.
10. دکتر ترور سرخ؛ جلد اول سرمایه و خاموش شدن ابدی مارکس در غربت بریتانیا.